# Чарбхадрасан (подокруг)
Чарбхадрасан (бенг. চর ভদ্রাসন, англ. Charbhadrasan) — подокруг в центральной части Бангладеш в составе округа Фаридпур. Образован в 1914 году. Административный центр — город Чарбхадрасан. Площадь подокруга — 183 км². По данным переписи 1991 года население подокруга составляло 69 876 человек. Плотность населения равнялась 494 чел. на 1 км². Уровень грамотности населения составлял 20,5 %. Религиозный состав: мусульмане — 88,83 %, индуисты — 11,13 %, прочие — 0,04 %.